# Théo Delacroix
Théo Delacroix (Lons-le-Saunier, 21 de febrero de 1999) es un ciclista profesional francés miembro del equipo Saint Michel-PREFERENCE HOME-Auber93 de categoría Continental.

## Biografía
En 2017 demostró sus cualidades como escalador al terminar segundo en la Classique des Alpes juniors. En 2018 pasó a la categoría sub-23 y se incorporó al CC Étupes. Como uno de los ciclistas más jóvenes en DN1, terminó undécimo en Lieja-Bastoña-Lieja sub-23.
En 2019, al igual que el año anterior, terminó entre los diez primeros de la Lieja-Bastoña-Lieja sub-23, en el noveno lugar. En agosto se incorporó al Wanty-Gobert Cycling Team como aprendiz (stagiaire). Con este equipo compitió en la Vuelta a Burgos al servicio de Guillaume Martin, designado líder y excorredor del CC Étupes. Poco después, se coronó campeón sub-23 de Francia en Beauvais, bajo los colores de su comité regional.

## Palmarés
2024
- Gran Premio de la Villa de Pérenchies

## Equipos
- Wanty-Gobert Cycling Team (stagiaire) (2019)[10]
- Circus-Wanty Gobert (stagiaire) (2020)[10]
- Intermarché-Wanty-Gobert Matériaux (2021-2022)
- Saint Michel-Auber93 (2023-)
  - Saint Michel-Mavic-Auber93 (2023-2024)
  - Saint Michel-PREFERENCE HOME-Auber93 (2025-)